# Джованні Мессе
Джованні Мессе (італ. Giovanni Messe; нар. 10 грудня 1883, Мезаньє, Королівство Італія — пом. 18 грудня 1968, Рим, Італія) — італійський військовий і державний діяч, член Національної фашистської партії, маршал Італії (1943). Учасник багатьох війн та збройних конфліктів, в яких брало участь Королівство Італія у першій половині XX століття. Під час Другої світової війни командував італійськими військами, задіяними в окупації Албанії та операції «Барбаросса», пізніше очолював окупаційну адміністрацію Лівії, а після переходу уряду П'єтро Бадольйо на сторону союзників став начальником Генерального штабу Італії, примкнувши до військ антинімецької коаліції. 

## Ранні роки та початок кар'єри
Джованні Мессе народився 10 грудня 1883 року у містечку Мезаньє в провінції Бриндізі в Апулії. У грудні 1901 року розпочав військову кар'єру, вступивши 18-річним добровольцем до Королівської італійської армії. 30 червня 1903 року Мессе отримав звання сержанта та був відправлений у відрядження до Китаю, де він перебував до 1905 року. Повернувшись додому, 31 жовтня 1908 року він вступив до військової академії, по завершенню якої 10 вересня 1910 року отримав звання молодшого лейтенанта.
Брав участь в італійсько-турецькій війні. По закінченню конфлікту отримав звання лейтенанта та був направлений до 3-о батальйону 84-о піхотного полку, дислокованого в Лівії. 17 листопада 1915 року підвищений до капітана. Під час Першої світової війни воював у лавах «Arditi», спеціальному підрозділі піхоти, що діяв у найгарячіших точках фронту, був двічі поранений. Після завершення Першої світової війни він став підполковником.

## Міжвоєнний період
Відмінно зарекомендувавши себе під час воєн, у 1923 році Мессе став особистим ад'ютантом короля Італії Віктора Еммануїла III.
З 1927 до 1935 року Мессе командував 9-м полком берсальєрів у званні полковника. 16 вересня 1935 року був призначений командиром 3-ї моторизованої бригади у Вероні, яку очолював під час другої італійсько-ефіопської війни з присвоєнням звання бригадний генерал. 28 вересня 1936 року він повернувся до Італії і після служби протягом короткого часу на посаді інспектора моторизованих військ був призначений командиром 3-ї кавалерійської дивізії та отримав звання дивізійного генерала.
У квітні 1939 року Джованні Мессе став заступником Убальдо Содді, командувача Італійського спеціального експедиційного корпусу в Албанії, що брав участь в окупації цієї країни.

## Друга світова війна

### Балкани
Під час італо-грецької війни командував кавалерійським корпусом і досягнув певного успіху проти грецьких сил, очолюваних Александросом Папагосом. Під час контрнаступу грецької армії Мессе очолював бронетанковий корпус. У квітні 1941 року, з початком німецької операції «Маріта», за підтримки військ Вермахту італійці розгромили грецьку армію, кампанія закінчилася рішучою перемогою країн Осі. За успішне керівництво підлеглими військами Мессе присвоєне звання корпусного генерала.
Враховуючи досвід Джованні Мессе у веденні танкової війни, він розглядався як найбільш гідний кандидат на посаду командувача італійським корпусом, який мав бути відправлений до Африки на допомогу німецьким військам генерала Ервіна Роммеля. 

### Східний фронт

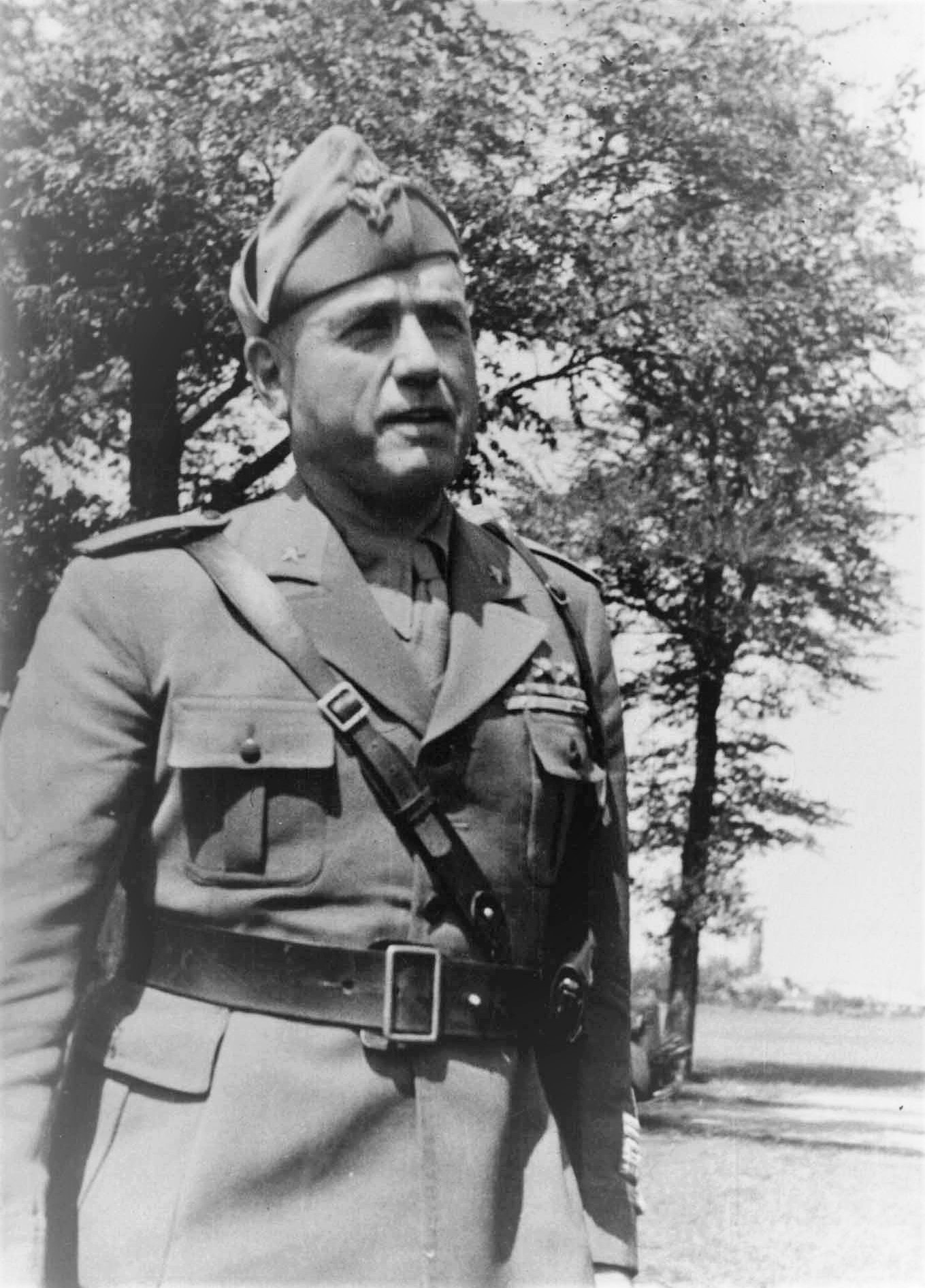
Корпусний генерал Джованні Мессе, 1941 рік

Але замість цього 14 липня 1941 Джованні Мессе був призначений командиром експедиційного корпусу, направленого Беніто Муссоліні на німецько-радянський фронт для участі в операції «Барбаросса». До складу корпусу, що підпорядковувався командуванню 11-ї німецької армії генерал-полковника Ойгена фон Шоберта увійшли: 3-я моторизована дивізія «Принц Амедей Савойський», 9-а моторизована дивізія «Пасубо», фашистський легіон «Тальяменто», кавалерійські полки «Савойя» і «Новара», 52-а автотранспортна дивізія «Торіно» — загалом 62 000 італійських військовиків.
Війська на чолі з Мессе відразу показали свою бойову ефективність. Покликані діяти спільно з німецькими військами, які мали за мету перерізати шляхи відступу радянським військам, 10 серпня передові частини дивізії «Пасубо» під командуванням полковника Епіфаніо К'ярамонті просунулися до Вознесенська, а потім до Покровки, незважаючи на погані погодні умови, які затримували просування решти військ.

Уже 14 серпня німецьке командування вирішило передати італійські війська в підпорядкування армії генерала фон Кляйста, який наступав на Дніпропетровськ та потребував підкріплення. Однак відсутність достатньої кількості моторизованої техніки не дозволяла італійцям просуватися компактно та швидко, тому оперативно до Дніпра підійшла лише італійська дивізія «Пасубо» разом із 3-м армійським корпусом 17-ї німецької армії, прикриваючи його лівий фланг. Мессе всіляко намагався в короткі строки перекинути до Дніпра і дивізію «Торіно», враховуючи, що німецьке командування терміново потребувало цих сил для прориву радянської лінії оборони. Проте просування італійців було вкрай повільним.

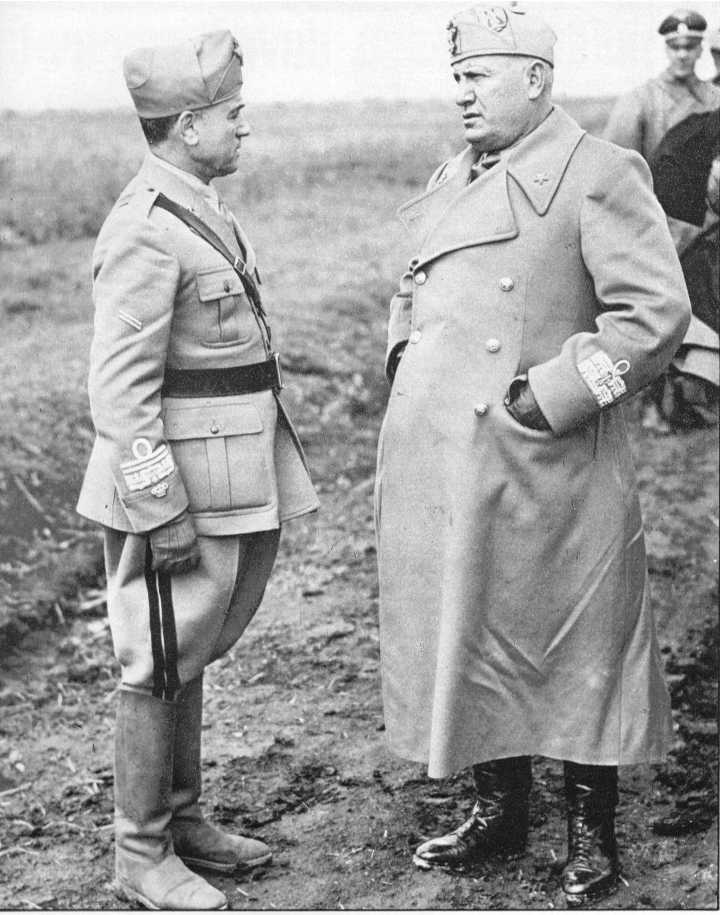
Джованні Мессе (ліворуч) та Беніто Муссоліні (праворуч), серпень 1941 року

29 серпня сам Беніто Муссоліні на літаку дістався до Умані, де здійснив огляд італійських частин. З цієї нагоди Мессе мав особисту розмову з дуче, під час якої попросив його надіслати додаткові транспортні засоби, нарікаючи на брак ресурсів.
6 вересня 3-я дивізія «Принц Амедей Савойський» генерала Маріо Мараццані нарешті з'єдналася з «Пасубо» перед Дніпром, а ще за тиждень сюди прибула дивізія «Торіно», здійснивши марш у 1300 кілометрів. Нарешті возз'єднавшись, італійці зайняли свою позицію на фронті. Побоювання італійського командування щодо імовірної подальшої участі у надзвичайно складних наступальних діях німців здійснилися 15 вересня, коли італійські дивізії були передані у командування групі армій «Південь», де вони мали здійснювати захист широкої ділянки фронту на західному березі Дніпра. Але вже за п'ять днів італійці знову повернулися під командування групи фон Кляйста і в період з 28 до 30 вересня мали можливість здійснити свою першу самостійну військову операцію, завданням якої було оточити частини Червоної армії, розташовані між Орілею та Дніпропетровськом. Командування операцією було довірене особисто генералові Мессе, який саме тут продемонстрував весь свій талант полководця. Вранці 28 вересня дивізія «Торіно» атакувала радянську лінію оборони з метою прорвати її та вийти в тил ворогу, а дивізія «Пасубо» наступала з боку Царичанки. За три дні, протягом яких проходили маневри, Італійський експедиційний корпус повідомив про 87 загиблих, 190 поранених і 14 зниклих безвісти, проте зміг відбити у ворога велику кількість зброї та взяти в полон понад 10 000 червоноармійців.
Після форсування Дніпра німецькі війська мали вийти з півдня на узбережжя Азовського моря, а потім просуватися на схід і взяти Ростов-на-Дону та Донбас — важливий центр радянської військової промисловості. У цій операції італійцям було поставлено завдання прикривати лівий фланг німецької армії, але водночас передбачалося, що вони будуть брати активну участь у наступі на Донбасі. Підрозділам заважали сильні дощі та заболочення місцевості, що сповільнювало марш піхоти та швидкість руху колон постачання. Крім того, поступове переміщення матеріально-технічних баз у поєднанні з труднощами, створеними слаборозвиненою залізничною мережею, суттєво обмежували свободу дій Мессе.

4 жовтня 1941 року італійські дивізії почали рух до Сталіно. 9 жовтня, ліквідувавши плацдарм радянських військ в районі Ульянівки, Італійський експедиційний корпус вийшов до річки Вовча, коли випав перший сніг, а наступного дня берсальєри та бійці 63-го легіону «Тальяменто» разом з німецькими частинами розбили Червону армію біля Павлограда. 20 жовтня берсальєри зайняли частину Сталіно, і в той же час, рухаючись з півночі, «Пасубо» пробивала собі шлях до міста. Операція завершилася 29 жовтня. 

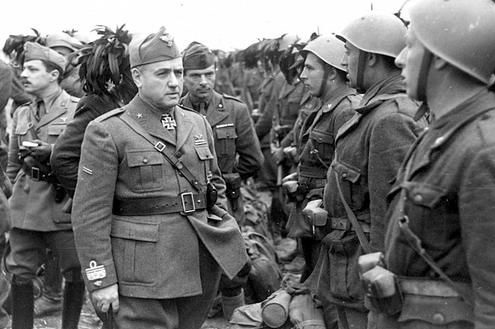
Джованні Мессе на Східному фронті, 1942 рік

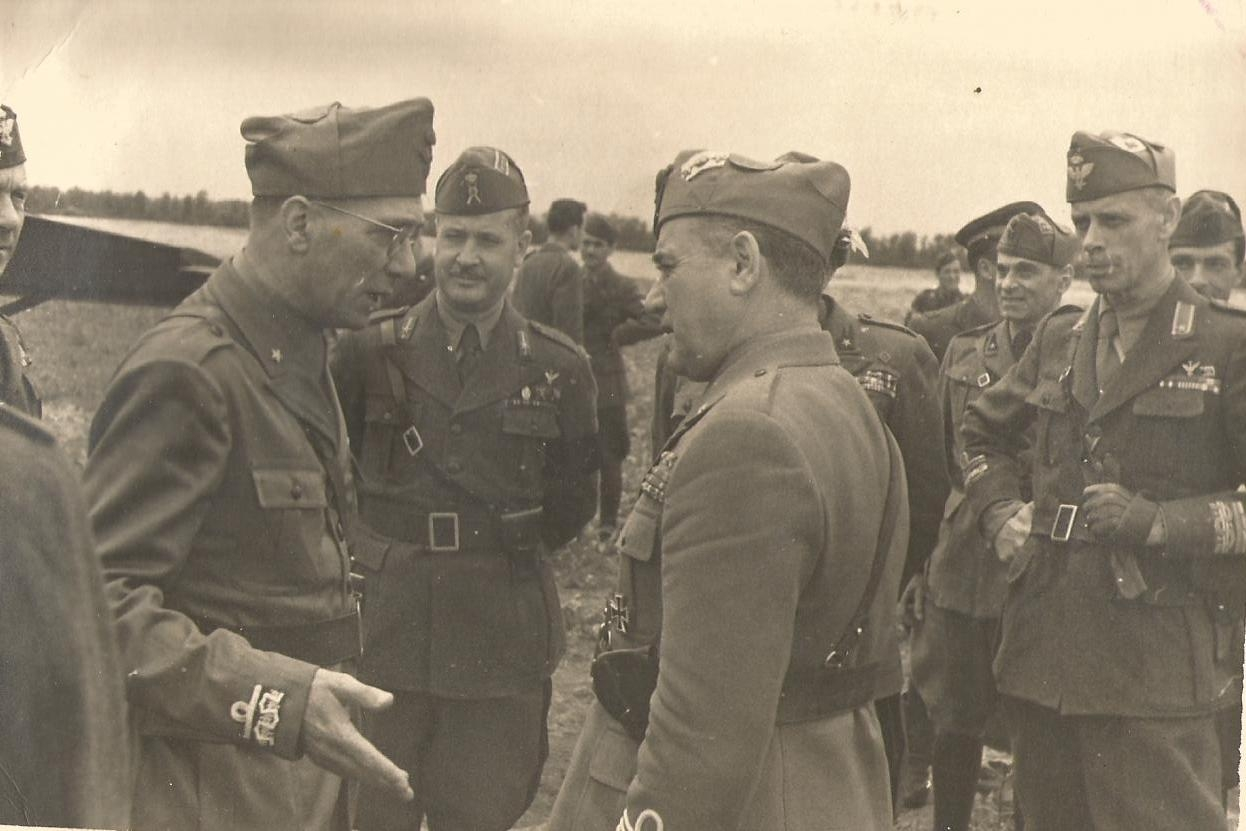
Джованні Мессе (у центрі) та Бруно Малагуті (ліворуч) в Росії, 1942 рік

Поки штаб корпусу створював свою оперативну базу в Сталіно, Мессе доручив саперам підготувати зону з житлом для солдатів і оборонними спорудами в очікуванні суворої зими. 8 грудня німецьке верховне командування оголосило про тимчасове припинення всіх операцій на Східному фронті. Червона Армія скористалася нагодою для проведення контрнаступу по всій лінії фронту, змусивши німецькі війська відступити приблизно на 200 кілометрів на центральному напрямку, а на південному це призвело до виходу німців із Ростова. Ділянка фронту, яку утримували італійські війська, спершу не зазнала контратак Червоної армії. Однак на світанку 25 грудня радянське командування кинуло проти італійців три дивізії та кавалерійський корпус за підтримки артилерії та танків. Італійці, підтримані двома німецькими полками, чинили запеклий опір, а Мессе зберігав контроль над ситуацією, ефективно використовуючи німецькі танки, надіслані на допомогу. Ця битва тривала до 31 грудня і безпосередньо вдарила по 3-му полку берсальєрів і легіону «Тальяменто». Так батальйон берсальєрів перебував у оточенні протягом десяти годин, перш ніж йому вдалося пробитися до своїх. Італійський експедиційний корпус, однак, вдалося реорганізувати, і між 26 і 28 грудня дивізії «Пасубо» і «Челере» разом з німецьким танковим полком почали власний контрнаступ, що дозволило повернути втрачені позиції і відкинути Червону армію від Сталіно.
Протягом зими Мессе працював над тим, щоб експедиційний корпус зміг утримати завойовані території будь-якою ціною, наполягаючи на реорганізації свого корпусу. Одночасно з тим, Мессе здійснював заходи, покликані забезпечити готовність його частин до участі в наступальних операціях 1942 року. Хвилювала генерала не стільки необхідність чисельного збільшення його військ, скільки проблема підвищення їхньої бойової ефективності: потрібна була важка артилерія, транспортні засоби, танки та протитанкова зброя. Дві свіжі дивізії повинні були б замінити собою втомлені частини, адже останні вже майже припинили своє існування. Нестабільна ситуація на фронті, однак, не дозволила навіть замінити бойовий склад дивізії «Челере», найбільш виснаженої боями. Крім того, те, чого просив Мессе, було важко реалізувати через участь військ Італії в Північноафриканській кампанії, не кажучи вже про проблеми, пов'язані з логістикою.
У липні 1942 року Італійський експедиційний корпус було перейменовано в 35-й армійський корпус і включено до складу 8-ї армії. Мессе продовжував командувати 35-м корпусом до листопада 1942 року, коли конфлікт із командиром армії, генералом Італо Гарібольді, змусив його подати запит на повернення до Італії.

### Африка

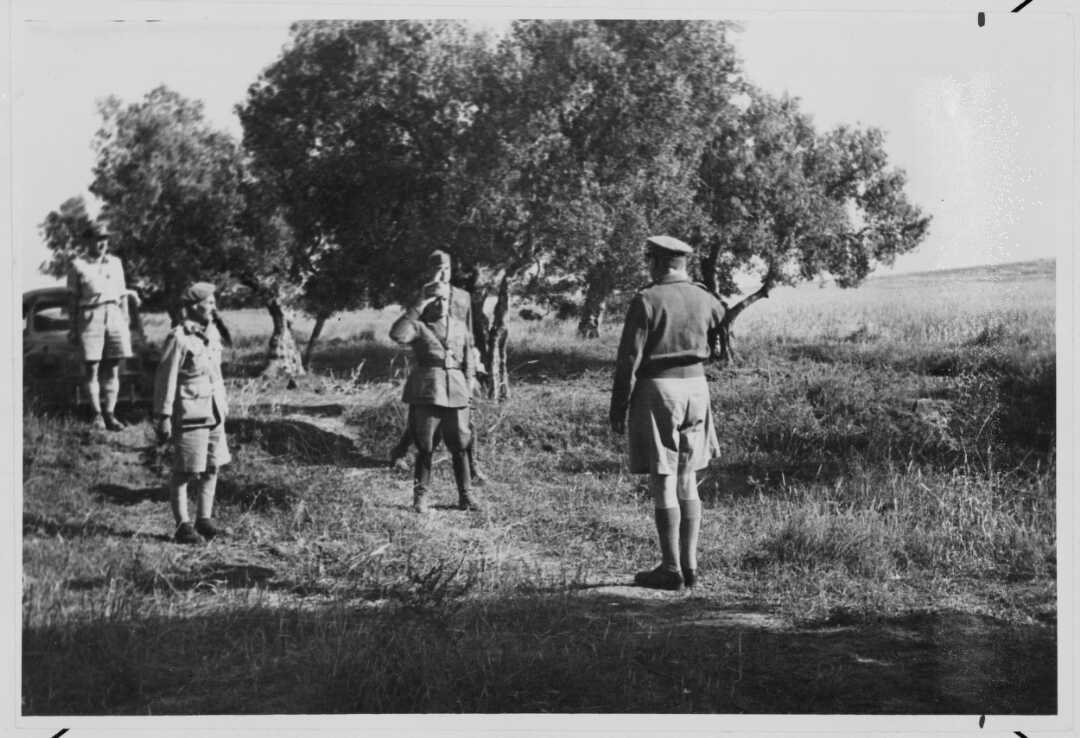
Маршал Мессе здається у полон Бернардові Фрейбергу, 1943 рік

Повернувшись до Італії наприкінці 1942 року, Мессе отримав звання генерала армії, а 23 січня 1943 року був призначений командиром 1-ї армії в Тунісі. В лютому 1943 року він прийняв командування та обійняв посаду генерал-губернатора Лівії. Мессе зумів максимально відтермінувати поразку італо-німецьких військ у Північній Африці, організувавши наступ на місто Меденін. Коли німецька 5-а армія була розгромлена, Мессе, хоч його частини й потрапили в оточення, продовжував чинити опір та відмовився здатися. Крім того, він оголосив, що, якщо й складе зброю, то точно не перед французами, а лише перед англійською 8-ю армією. Після капітуляції фон Арніма, командувача італо-німецькими військами в Туніській кампанії, виникла безвихідна ситуація, адже відтепер оточені союзниками італійські частини чинили фактично безперспективний опір. Ситуацію врегулював Муссоліні, який 12 травня 1943 року телеграфував Мессе: «Припиніть бої. Ви призначені маршалом Італії. Честь тобі і твоїм хоробрим людям». Наступного дня, 13 травня, італійські війська капітулювали, а Мессе потрапив у полон до новозеландського генерала Бернарда Фрейберга.

### Подальші події
У вересні 1943 року після капітуляції Італії й падіння режиму Беніто Муссоліні, Мессе прийняв сторону П'єтро Бадольйо і був призначений начальником Генерального штабу Королівської італійської армії, яка складалася з відданих королю Віктору Еммануїла III формувань, багато з яких були сформовані з італійських військовополонених і озброєні союзниками. На цій посаді він пробув до 1 травня 1945 року і, після завершення військових дій, 27 березня 1947 (після 46 років служби) пішов у відставку.

## Після війни
У післявоєнний час Мессе написав мемуари «La guerra al fronte russo. Il Corpo di Spedizione Italiano (C.S.I.R.)» про участь Італійського експедиційного корпусу у боях на Східному фронті в 1941—1942 роках і «Come finì la guerra in Africa. La „Prima Armata“ italiana in Tunisia», де він докладно описав події 1943 року в Африці. Його військова популярність позначилася і в цивільному житті — Мессе неодноразово обирався до Палати депутатів та Сенату Італії. Також він був президентом Асоціації італійських ветеранів.
Джованні Мессе помер 18 грудня 1968 року в Римі у віці вісімдесяти п'яти років.

## Цікавий факт
Джованні Мессе був єдиним італійським військовослужбовцем, який пройшов усі ступені військової ієрархії від солдата до маршала Італії.

## Твори
- Дж. Мессе. Война на русском фронте. Итальянские войска в России 1941—1943 гг = La guerra al fronte russo. Il Corpo di Spedizione Italiano (C.S.I.R.). — М.: Книжный Мир, 2009. — 288 с. — (Неизвестная война). — 1000 экз. — ISBN 978-5-8041-0306-5.